# Arnold Odo van Armagnac
Arnold Odo van Armagnac ook bekend als Arnold Odo van Lomagne (overleden tussen 1264 en 1267) was van 1238 tot aan zijn dood burggraaf van Lomagne en van 1245 tot 1246 graaf van Armagnac en Fézensac. Hij behoorde tot het huis Lomagne.

## Levensloop
Arnold Odo was de zoon van burggraaf Odo V van Lomagne en diens onbekend gebleven echtgenote. In 1238 volgde hij zijn vader op als burggraaf van Lomagne.
Zijn eerste echtgenote was zijn nicht Mascarosa I (overleden in 1246), dochter van graaf Gerold V van Armagnac. Ze kregen één dochter: 
- Mascarosa II (overleden in 1256), gravin van Armagnac en Fézensac.

In 1245 stierf zijn schoonbroer Bernard V, waarna Arnold Odo en zijn echtgenote Mascarosa I hem opvolgden als graaf van Armagnac en Fézensac. Dit werd betwist door hun neef, burggraaf Gerold van Fézensaguet, die de erfopvolging door Mascarosa als onwettig beschouwde. Er brak bijgevolg een oorlog tussen beide partijen uit. Gerold kreeg de steun van graaf Raymond VII van Toulouse en graaf Alfons van Poitiers, terwijl Arnold Odo en Mascarosa gesteund werden door koning Hendrik III van Engeland. Nadat Mascarosa in 1246 stierf, erfde hun dochter Mascarosa II de graafschappen Armagnac en Fézensac. Arnold Odo bleef de regering van beide graafschappen in handen houden tot zijn dochter in 1255 huwde met graaf van Bigorre Eschivat IV van Chabanais. Het dispuut met Gerold van Fézensaguet kwam in 1256 ten einde door het kinderloze overlijden van Mascarosa II, waarna Gerold onder de naam Gerold VI graaf van Armagnac werd. 
In 1246 hertrouwde hij met zijn nicht Escarona, dochter van Gerold van Lomagne, heer van Blaziert. Ze kregen één zoon:
- Vezian III (overleden in 1280), burggraaf van Lomagne

Na het overlijden van Escarona huwde hij met zijn derde echtgenote Maria, dochter van heer Peter van Anduze. Ze kregen één dochter:
- Philippa (overleden tussen 1286 en 1294), burggravin van Lomagne, huwde met graaf Eli VII van Périgord